# Batallón del Terrible
El batallón del Terrible (nombre que proviene del de la localidad de «Pueblonuevo del Terrible») fue el primer batallón formado en la provincia de Córdoba (España) por voluntarios para defender la legalidad de la República tras el golpe de Estado de julio de 1936 que dio inicio a la guerra civil española.

## Historia
Surge este batallón a partir del gran potencial obrero de la cuenca minera de Peñarroya-Pueblonuevo, compuesto en su mayoría por militantes socialistas y más minoritarios los comunistas. Lo dirigió el capitán de la guardia civil Jesús García del Amo, y como dirigente político el diputado a Cortes, Eduardo Blanco Fernández.
La primera acción de lucha del batallón fue el ataque a la ya ocupada localidad de Hinojosa del Duque, el 27 de julio de 1936, no alcanzando sus objetivos. Tuvo este batallón la ocasión de haber podido lanzarse sobre Córdoba capital en los primeros días del levantamiento militar, ya que el coronel rebelde Ciriaco Cascajo apenas contaba con fuerzas del ejército para defender la ciudad. No obstante tomaron posiciones a 18 kilómetros de la capital, en Cerro Muriano. Con el también recién creado Batallón Bautista Garcet se posicionaron sobre la sierra que rodea Córdoba con la orden de atacar la ciudad el 20 de agosto de 1936. Frustrada esta operación por una mala previsión operativa o indecisión del general José Miaja, el Batallón estableció su cuartel general en Villaviciosa, quedando todas las tropas del lugar bajo el mando del capitán José Verdú.
Su siguiente operación fue la defensa de Villaviciosa hasta que no tuvo más remedio que abandonar la localidad el 9 de octubre de 1936. Disponibles sus tropas, estuvo también en la defensa de Peñarroya acosada por las tropas rebeldes. Los intentos de resistencia por parte de las milicias fueron infructuosos, quedando prácticamente desecho el Batallón y sufrfiendo numerosas bajas. En ese momento y circunstancia el capitán García del Amo desertó con 107 guardias civiles, entregándose a las tropas sublevadas. El Batallón minero en su retirada desorganizada hacia Pozoblanco intentó reorganizarse, pero sus miembros terminaron por incorporarse al Batallón Garcet.